# Sulín
Sulín (in ungherese Szulin) è un comune della Slovacchia facente parte del distretto di Stará Ľubovňa, nella regione di Prešov.